# 斯特姆 (北卡羅萊納州)
斯特姆（英語：Stem）是一個位於美國北卡羅萊納州格蘭維爾縣的城鎮。

## 人口
根據2020年美國人口普查的數據，斯特姆的面積為3.92平方千米，當中陸地面積為3.91平方千米，而水域面積為0.01平方千米。當地共有人口960人，而人口密度為每平方千米245人。